# Hololeion
Hololeion es un género de plantas herbáceas perteneciente a la familia Asteraceae. Es originario del este de Asia. 

## Especies
1. Hololeion fauriei (H.Lév. & Vaniot) Kitam. in Acta Phytotax. Geobot. 10: 304. 1941
2. Hololeion krameri (Franch. & Sav.) Kitam. in Acta Phytotax. Geobot. 10: 302. 1941
3. Hololeion maximowiczii Kitam. in Acta Phytotax. Geobot. 10: 303. 1941